# مرده یا زنده ایکس‌تریم ۲
مرده یا زنده ایکس‌تریم ۲ (به ژاپنی: デッドオアアライブエクストリーム2 ,Deddo Oa Araibu Ekusutorīmu 2) یک بازی ویدئویی در سبک ورزشی است که توسط استودیو تیم نینجا توسعه یافته و در سال ۲۰۰۶ به‌وسیلهٔ شرکت ژاپنی تکمو به‌طور انحصاری برای کنسول ایکس‌باکس ۳۶۰ منتشر شده‌است. شخصیت‌های مؤنث سری بازی‌های مبارزه‌ای مرده یا زنده یکبار دیگر به جزیره جدید زک وارد شده‌اند. آن‌ها هر روز می‌توانند در فعالیت‌های مختلفی نقش داشته باشند که شامل ریلکسیشن، والیبال، مسابقه بر روی آب، بازدید از کازینو و انواع مختلفی از بازی‌های جانبی می‌باشد. این بازی دومین قسمت در سری بازی‌های مرده یا زنده ایکس‌تریم و ادامه‌ای بر نسخه مرده یا زنده ایکس‌تریم والیبال ساحلی در سال ۲۰۰۳ به‌شمار می‌رود. ایکس‌تریم ۲ نیز همانند نسخه پیشین خود، بر مبنای جمع‌آوری اقلام، دوست‌یابی از طریق تبادل هدیه، والیبال ساحلی بعلاوه بازی‌های جانبی مرتبط با ساحل بنا نهاده شده‌است.